# Barry Jones (Boxer)
Barry Jones (* 3. Mai 1974 in Cardiff, Wales) ist ein ehemaliger britischer Boxer im Superfedergewicht.

## Profi
Er gab im Jahre 1992 erfolgreich gegen seinen Landsmann Conn McMullen sein Profidebüt. Im April 1997 bezwang er Peter Judson durch geteilte Punktentscheidung und errang dadurch den IBF Inter-Continental Title. Am 19. Dezember desselben Jahres eroberte er den vakanten Weltmeistertitel der WBO, als er den Kolumbianer Wilson Palacio einstimmig nach Punkten schlug. 
Er verlor den Titel allerdings bereits in seiner ersten Titelverteidigung im Jahre 2001 an Acelino Freitas. Dieser Kampf war gleichzeitig sein letzter.